# Jean Hennessy

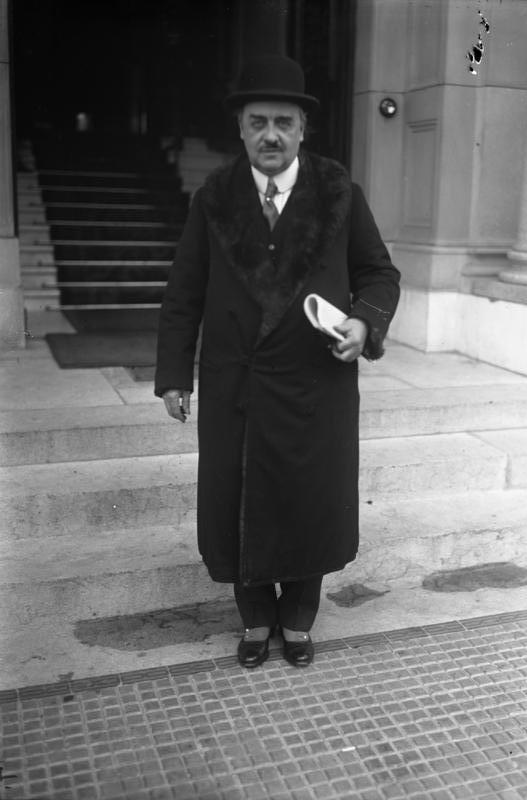
Jean Hennessy

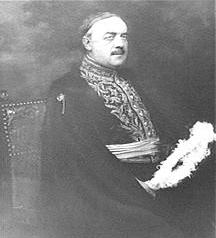
Jean Hennessy im Botschafter-Gewand

Jean Patrick Hennessy (* 26. April 1874 in Cherves-Richemont, Département Charente; † 4. November 1944 in Lausanne) war ein französischer Diplomat und Politiker.

## Leben
Jean Hennessy war Mitglied der Familie Hennessy mit irischem Migrationshintergrund, die Cognac herstellt. Er widmete sich dem Studium der Geschichte, bis er mit seinem Bruder James (* 1867) das Unternehmen seines Vaters Maurice Hennessy (1834–1905) erbte. In ihrer Zeit wurde die Familie zu den finanzkräftigsten Frankreichs gezählt. Zu Jean Hennessy Teil des Erbes gehört das Anwesen 31, rue de Bassano im 7. Arrondissement von Paris.
Wie sein Großvater Jacques Hennessy und sein Großonkel ließ sich auch Jean Hennessy in die französische Nationalversammlung wählen. Er gehörte ihr von 1910 bis 1932 durchgehend an.
1924 war er Kandidat des Cartel des gauches, eine Koalition, die bei dieser Wahl die Mehrheit der Kandidaten in der Nationalversammlung brachte. Ebenfalls 1924 erhielt er das Agrément als Botschafter in Bern. Er wurde 1928 erneut ins Parlament gewählt unterlag aber 1932 bei der Wahl. Von 1928 bis 1930 war er Landwirtschaftsminister in den Regierungen von Raymond Poincaré, Aristide Briand und André Tardieu.
Jean Hennessy gründete 1933 die Parti social-national, mit welcher er 1936 für den Wahlkreis Département Alpes-Maritimes in die Nationalversammlung gewählt wurde. Dort gehörte er zur unterlegenen Gruppe von 57 Abgeordneten und 23 Senatoren („les quatre-vingts“), die am 10. Juli 1940 gegen eine Verfassungsänderung stimmte, die Philippe Pétain diktatorische Vollmachten einräumte.